# François Vallières
François Vallières est un auteur-compositeur-interprète québécois né à Montréal.

## Biographie
François Vallières a étudié dans la classe de Sonia Jelinkova au Conservatoire de musique de Montréal pour ensuite y étudier l’alto avec Robert Verebes et André Roy. Il obtient le Prix avec Grande Distinction en 2002,.
Son grand-père maternel était chef d’orchestre dans l’Armée française, son père, Jean Vallières, est guitariste classique.
À l’âge de 5 ans, il commence des cours de violon. Il poursuivra ainsi jusqu'au conservatoire ou il choisira l'alto comme instrument, avec lequel il s'identifie. Il complètera une maitrise en interprétation aux États-Unis.
En entrevue avec Éric Dumais il affirmera « L’arrangement et l’orchestration sont arrivés en parallèle, car j’ai toujours aimé écouter la musique, l’analyser, essayer de comprendre quel est le but, le message du compositeur et par quel moyen il est arrivé à transposer ce sous-texte à travers les sons, à travers les instruments. Le terme «vocation» est peut-être un peu fort, mais pas trop loin de la réalité… Disons que mon intérêt pour la musique à la fois instinctif, émotif, cérébral et peut-être un peu génétique ? »
François Vallières est membre de l'Orchestre de chambre McGill, il se produit régulièrement avec de nombreux ensembles tels que I Musici de Montréal, Les Violons du Roy, l'Orchestre Métropolitain, ainsi que l’Orchestre symphonique de Montréal, l'Orchestre symphonique de Québec et l'Orchestre symphonique de Trois-Rivières.
Copiste, orchestrateur et arrangeur recherché, ses travaux ont été interprétés par de nombreux ensembles et artistes, tels que Marie-Élaine Thibert, Bruno Pelletier, l’Orchestre de chambre McGill, le Nouvel Ensemble moderne, le Quintette de cuivres BUZZ et la Pietà avec Angèle Dubeau, le Quatuor ESCA. François Vallières est membre du Nouvel Ensemble moderne (NEM) depuis 2011.

## Compositions
Fragments Quatuor en trois mouvements et demi pour quatuor à cordes
François Vallières dit à propos de son œuvre : "Fragments est un voyage, une cheminée à travers l’esprit et le cœur d’un personnage presque fictif. L’œuvre s’ouvre avec des variations sur un thème absent, une série de contrastes et de couleurs, tel un kaléidoscope narratif. Le mouvement suivant relate une certaine joie, une ambiance badine non sans gravité, baignée dans une atmosphère dansante. Le troisième mouvement est quant à lui, d’une beauté lugubre, telle une procession de spectres se dirigeant vers une impasse émotive. Fragments se termine avec un final continuant le discours du début, une longue progression vers une conclusion rythmique et énergique."

## Orchestrations
Nunami nipiit (Échos de la terre) pour voix, chants de gorge